# نرمال (ایلینوی)
نرمال (به انگلیسی: Normal) یک منطقهٔ مسکونی در ایالات متحده آمریکا است که در شهرستان مک‌لین، ایلینوی واقع شده‌است. نرمال ۴۸٫۵۳ کیلومتر مربع مساحت و ۵۲٬۴۹۷ نفر جمعیت دارد و ۲۶۵ متر بالاتر از سطح دریا واقع شده‌است.

## خواهرخوانده
شهر آساهیکاوا، هوکایدو خواهرخواندهٔ نرمال، ایلینوی هست.